# Briefgeheim (televisieserie)
Briefgeheim is een televisieserie die tussen 6 november en 18 december 1983 door Veronica in zeven afleveringen werd uitgezonden. De serie is geschreven en geregisseerd door Christ Stuur, gebaseerd op het gelijknamige boek van Jan Terlouw.

## Rolverdeling
- Leontine Ruiters als Eva van Zuylen
- Francis IJsseldijk als Jacky Smit
- Maurice Smeink als Thomas Smit
- Karin Meerman als moeder van Eva
- Hidde Maas als vader van Eva
- Henk van Ulsen als juffrouw Tijnman en van Pasen
- Cor Witschge als inspecteur De Koning
- Adriënne Kleiweg als moeder van Jacky en Thomas
- Ad Fernhout als vader van Jacky en Thomas
- Tim Beekman als de kolonel Brandsema
- Ellen Röhrman als mevrouw Brandsema
- Nico Schaap als huisarts
- Lex de Regt als meneer van Aller
- Miranda Sanders als klasgenoot

## Voetnoot
1. ↑  https://www.imdb.com/title/tt0138336/episodes